# Aldeanueva de la Sierra
Aldeanueva de la Sierra település Spanyolországban, Salamanca tartományban. Aldeanueva de la Sierra Tamames, Tejeda y Segoyuela, La Rinconada de la Sierra, La Bastida, Cereceda de la Sierra és El Cabaco községekkel határos. Lakosainak száma 98 fő (2024).

## Népesség
A település népessége az elmúlt években az alábbi módon változott:
| Lakosok száma | 110  | 117  | 114  | 105  | 130  | 113  | 107  | 115  | 106  | 98   |
|               | 2001 | 2004 | 2007 | 2009 | 2012 | 2014 | 2017 | 2019 | 2022 | 2024 |